# Linare Football Club
Maillots
Actualités
Le Linare Football Club est un club lésothien de football basé à Leribe, au nord-ouest du pays.

## Historique
Fondé à Leribe en 1931, le club compte à son palmarès trois championnats et deux Coupes du Lesotho.
Au niveau international, les bons résultats en championnat et en Coupe ont permis au club de participer aux compétitions organisées par la CAF, sans jamais cependant parvenir à dépasser le premier tour.

## Palmarès
- Championnat du Lesotho (3) :
  - Vainqueur : 1973, 1979 et 1980

- Coupe du Lesotho (2) :
  - Vainqueur : 1983 et 1999
  - Finaliste : 1989 et 1993